# Sebastián de Alarcón y Alcocer
Sebastián de Alarcón y Alcocer Suárez de la Roca (Lima, 1587-† 2 de diciembre de 1672), catedrático y magistrado criollo de origen castellano, que ocupó altos cargos políticos y académicos en el Virreinato del Perú. Rector de la Universidad de San Marcos y oidor de audiencias indianas.

## Biografía
Sus padres fueron los sevillanos Álvaro de Alarcón y Alcocer, regidor perpetuo de Lima y tesorero de la Santa Cruzada, y Leonor Suárez de la Roca, Hija del sevillano Sebastián Xuarez (Tesorero de cajas reales y regidor) y de Andrea de la Roca. Efectuados sus estudios elementales, ingresó al Real Colegio de San Martín (1604), pasó al Colegio Mayor de San Felipe y San Marcos (1610). Luego de recibirse como abogado ante la Audiencia (1617), obtuvo el grado de Doctor en Leyes de la Universidad de San Marcos.
Designado asesor del virrey Príncipe de Esquilache, al mismo tiempo asesoró al Cabildo de Lima durante diez años (1618-1628). Ejerció además el cargo de corregidor de Lucanas (1619-1622), siendo nombrado regidor perpetuo de Lima. En el claustro sanmarquino, ejerció sucesivamente las cátedras de Instituta, Vísperas de Leyes y Decreto, llegando a desempeñarse como rector (1628). Cuando se anunció la llegada del virrey Conde de Chinchón (1629), fue comisionado por el Cabildo para concurrir a su recibimiento.
Nombrado fiscal de la Real Audiencia de Charcas (1632), fue ascendido a oidor del mismo tribunal (1637) y luego trasladado con el mismo cargo a la Real Audiencia de Lima (1642). Jubilado por su avanzada edad en 1666.

## Matrimonio y descendencia
Contrajo matrimonio en Lima con la madrileña Rafaela de Ayala y Zúñiga (27 de enero de 1618), con la cual tuvo a:
- Álvaro de Alarcón y Ayala, jurista y también rector sanmarquino. Bautizado el 9 de agosto de 1629.
- María Josefa de Alarcón y Ayala, bautizada el 8 de abril de 1628, casada con el cuzqueño Francisco de Valverde y Contreras Mercado y Solórzano, caballero de la Orden de Santiago y encomendero de Lambayeque.
- Francisco de Alarcón y Alcocer, bautizado el 15 de octubre de 1624[2]

| Predecesor: Andrés Diez de Abreu | Rector de la Universidad de San Marcos 1628-1629 | Sucesor: Pedro de Ortega Sotomayor |